# 애인 (1982년 영화)
"애인"은 1982년에 개봉한 대한민국의 영화이다.

## 캐스팅
- 장미희
- 신일룡
- 하재영
- 방희
- 이승재
- 김미영
- 이예성
- 최일
- 문미봉
- 오영화
- 최무웅
- 원안예
- 이완룡
- 성명순
- 박용호
- 양춘
- 김수경
- 유경애
- 조학자
- 권일정
- 홍윤정
- 이숙희
- 세잔느 헤티 (특별출연)